# مسرطن
المسرطن هو مادة تساهم بشكل أو بآخر على تسهيل حدوث سرطان. تقوم هذه المواد إما بسبب القدرة على إتلاف الحمض النووي أو تعطيل العمليات الأيضية الخلوية أو بتعطيل الموت المبرمج في الخلايا وبالتالي يفقد الجسم التحكم بهذه الخلايا مما يؤدي إلى نموها بشكل سريع وغير منتظم. وهنالك العديد من العوامل المسرطنة مثل الأشعة والتدخين وبعض المواد الكيميائية كالبنزين، كما أن هنالك بعض أنواع الفيروسات التي تعمل على تكوين السرطان.
تعتبر المواد المشعة مسرطنة، ولكن نشاطها المسرطن يعزى إلى الإشعاع، على سبيل المثال أشعة غاما وجسيمات ألفا، التي تنبعث منها. ومن الأمثلة الشائعة على المواد المسرطنة غير المشعة استنشاق الأسبستوس، وبعض الديوكسينات، ودخان التبغ. على الرغم من أن العامة يربطون السرطانات مع المواد الكيميائية الاصطناعية، إلا أنه من المرجح أن تنشأ أيضا من ايا من المواد الطبيعية والاصطناعية. المواد المسرطنة ليست بالضرورة سامة على الفور. وبالتالي، يمكن أن يكون تأثيرها بطيء وغادر.
شاع سابقا استخدام الكثير من المركبات الأروماتية، وبخاصة البنزين والتولووين والإكزايلين، بوصفها مذيبات صناعية ومختبرية إلا أن الاختبارات أظهرت ضرورة الحد من استخدام هذه المركبات ؛ لأنها تؤثر في صحة الأشخاص المعرّضين لها بصورة متكررة. وتشمل المخاطر الصحية المرتبطة مع المركبات الأروماتية أمراض الجهاز التنفسي، والمشاكل المتعلقة بالكبد، وتلف الجهاز العصبي. وبالإضافة إلى هذه المخاطر فإن بعض المركبات الأروماتية مواد مسرطنة، أي تسبب مرض السرطان. إن أول مادة مسرطنة تمّ تعرّفها هي مادة أروماتية اكتشفت في القرن العشرين في سِناج المداخن. وقد عرف منظفو المداخن في بريطانيا بإصابتهم بالسرطان بمعدلات عالية جدًا. واكتشف العلماء أن السبب في ذلك يعود إلى المركب الأروماتي بنزوبايرين وهو ناتج ثانوي عن احتراق المخاليط المعقدة من المواد العضوية، ومنها الخشب والفحم. وعُرفت أيضاً بعض المركبات الأروماتية الموجودة في الجازولين على أنها مسرطنة.
هناك العديد من المواد المسرطنة الطبيعية. الأفلاتوكسين ب1 (Aflatoxin B1)، الذي ينتجه الفطر أسبرجيلوس فلافوس (Aspergillus flavus) النامي على الحبوب والمكسرات وزبدة الفول السوداني المخزنة، هو مثال على مسرطن ميكروبي قوي. تم العثور على بعض الفيروسات مثل التهاب الكبد B وفيروس الورم الحليمي البشري (human papilloma virus) تسبب السرطان في البشر. أول فايروس ظهر أنه يسبب السرطان في الحيوانات هو روس ساركوما فيروس، اكتشف في عام 1910 من قبل بيون روس. وتشمل الكائنات المعدية الأخرى التي تسبب السرطان في البشر بعض البكتيريا (مثل هيليكوباكتر بيلوري H. pylori) والديدان الطفيلية (على سبيل المثال أوبيستورشيس فيفيريني و كلونورشيس سينينسيس